# Lycosa leucophthalma
Lycosa leucophthalma este o specie de păianjeni din genul Lycosa, familia Lycosidae, descrisă de Mello-leitão, 1940. Conform Catalogue of Life specia Lycosa leucophthalma nu are subspecii cunoscute.